# Sobrance
Sobrance is een Slowaakse gemeente in de regio Košice, en maakt deel uit van het district Sobrance.
Sobrance telt 6296 inwoners.